# Alchemilla kozlovskyi
Alchemilla kozlovskyi är en rosväxtart som beskrevs av Sergei Vasilievich Juzepczuk. Alchemilla kozlovskyi ingår i släktet daggkåpor, och familjen rosväxter. Inga underarter finns listade i Catalogue of Life.